# Schmerz (Ausstellung)

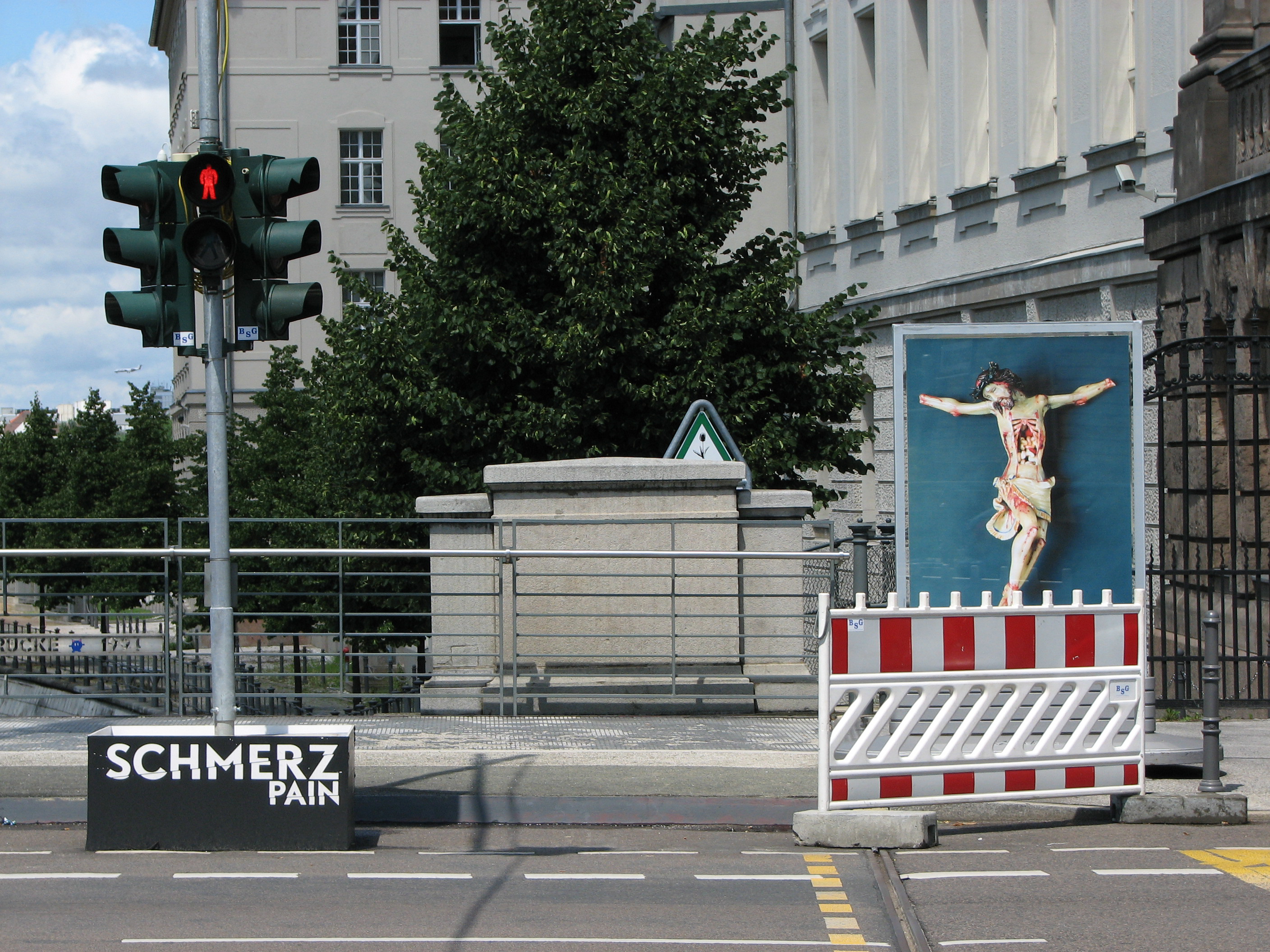
Werbung zur Ausstellung Schmerz (2007)

Schmerz war der Name einer Kunstausstellung in Berlin, die vom 5. April bis zum 5. August 2007 im Hamburger Bahnhof – Museum für Gegenwart und im Medizinhistorischen Museum der Charité in Berlin gezeigt wurde. Es wurden Werke von Marina Abramović, Francis Bacon, Joseph Beuys, Louise Bourgeois, Nathalie Djurberg, Bruce Nauman, Mathilde ter Heijne, Giovanni Battista Tiepolo, Bill Viola, Sam Taylor-Wood und anderen ausgestellt.
Das Besondere dieser Ausstellung, die den Schmerz zum Thema hatte, war das Miteinander von künstlerischen Werken und medizinischen oder religiösen Objekten.

## Intention der Ausstellung
Eigener Beschreibung nach setzte sich die Ausstellung mit den Darstellungen und Äußerungen des Schmerzes auseinander: „Die gemeinschaftsstiftende Funktion des Schmerzes nimmt sie dabei genauso in den Blick, wie die Versuche, ihn zu beobachten, zu analysieren, zu suchen oder wieder loszuwerden. Sie versucht zu zeigen, dass Schmerz immer beides sein kann: subjektiv und objektiv, kreativ und destruktiv.“
Kuratoren der Ausstellung waren Annemarie Hürlimann und Daniel Tyradellis von der Praxis für Ausstellungen und Theorie, Eugen Blume vom Museum für Gegenwart und Thomas Schnalke vom Medizinhistorischen Museum. Die Ausstellung wurde von der Stiftung Deutsche Klassenlotterie und dem Hauptstadtkulturfonds gefördert.
In Vorbereitung der Ausstellung wurde im Sommersemester 2006 an der Fachhochschule Potsdam für den Studiengang Kulturarbeit ein Projektseminar zur Vorbereitung einer Ausstellung angeboten, in dessen Rahmen die Teilnehmer in die Konzeptionsphase der Ausstellung „Schmerz“ einbezogen wurden. Ziel des Seminars war es, „sich in einem gemeinsamen ‚work in progress‘ mit den Möglichkeiten des Mediums Ausstellung anhand des Phänomens ‚Schmerz‘ auseinanderzusetzen“. Die Leitung des Seminars lag bei Nicola Lepp, die Gesellschafterin des Ausstellungsbüros Praxis für Ausstellungen und Theorie ist. In enger Zusammenarbeit mit den beiden Kuratoren Annemarie Hürlimann und Daniel Tyradellis erarbeiteten die Studenten wichtige Impulse zum Thema und trugen so zum Gelingen der Ausstellung bei.
Im Vorwort zum Begleitbuch zur Ausstellung betonten Peter-Klaus Schuster, Generaldirektor der Staatlichen Museen zu Berlin und Direktor der Nationalgalerie, und Detlev Ganten, Vorstandsvorsitzender der Charité-Universitätsmedizin Berlin, die interdisziplinäre Zusammenarbeit zwischen Sammlungen und Forschungseinrichtungen und setzen die Ausstellung in die Tradition der Melancholie-Ausstellung, die im Sommer 2006 in der Neuen Nationalgalerie zu sehen war.
Die versuchte Gratwanderung zwischen Wissenschaft und Kunst manifestierte sich auch in den beiden Ausstellungsorten, dem Hamburger Bahnhof – Museum für Gegenwart und dem Medizinhistorischen Museum der Charité. Künstlerischen Arbeiten standen medizinische, volkskundliche, religiöse und alltägliche Objekte gegenüber.

## Gliederung der Ausstellung

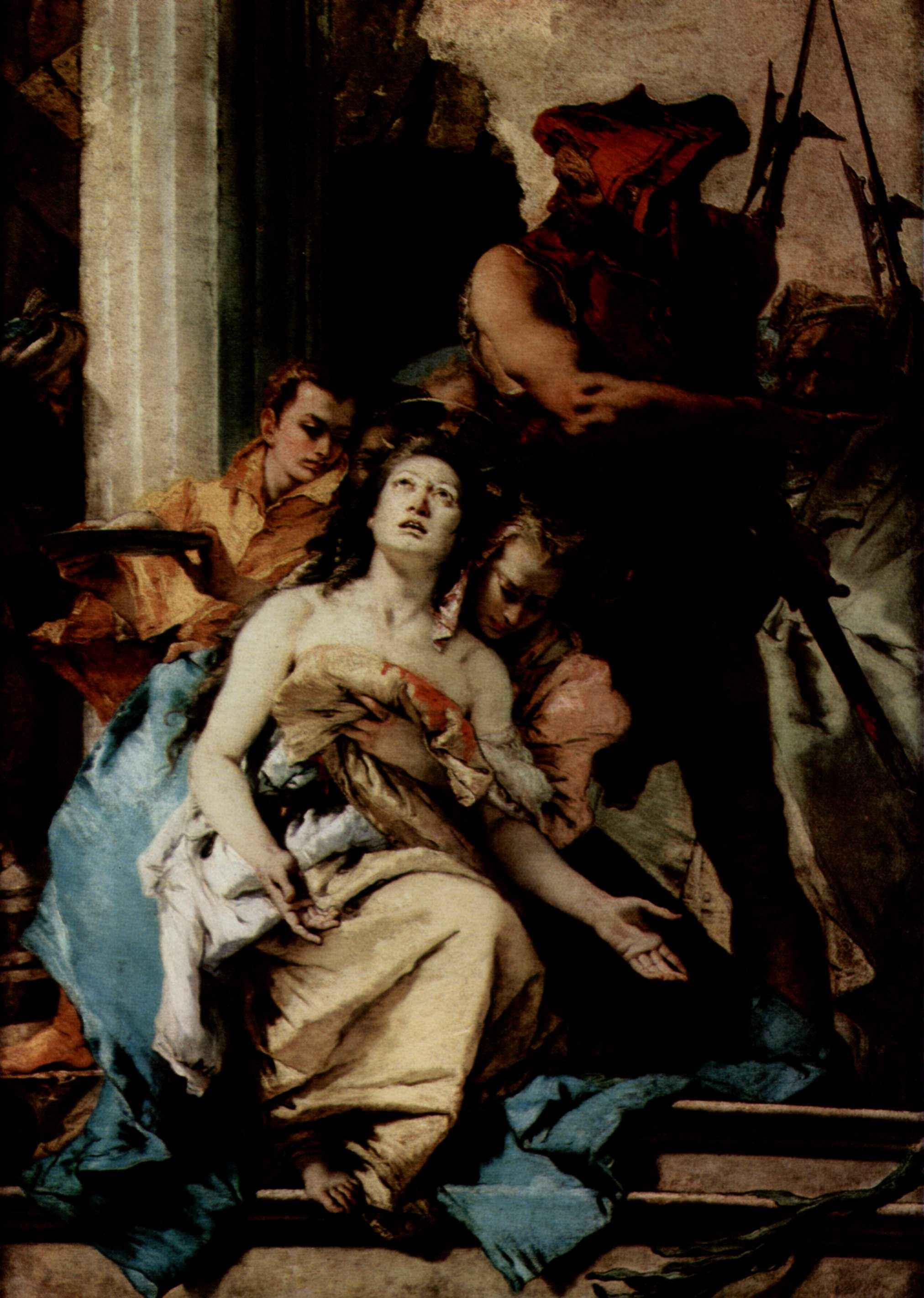
Giovanni Battista Tiepolo: Das Martyrium der Heiligen Agathe (um 1755)

Die Ausstellung gliederte sich in vier Themenkomplexe: Ansichten des Schmerzes, Reiz des Schmerzes, Die Zeit des Schmerzes und Ausdruck des Schmerzes. Zuvor begegnete dem Besucher in der Haupthalle ein Intro mit großzügig angeordneten Installationen.
Das Intro und die ersten beiden Themenkomplexe wurden im Hamburger Bahnhof, die anderen beiden Themenkomplexe im Medizinhistorischen Museum präsentiert. Beide Räumlichkeiten wurden durch auf den Gehwegen aufgestellte Plakatinstallationen miteinander verbunden, die einen groben Überblick über die Bandbreite der in der Ausstellung gezeigten Werke boten.
Die Ausstellung war mit zweisprachigen Begleittexten in deutscher und englischer Sprache ausgestattet. Der Begleitbuch zur Ausstellung war nur in deutscher Sprache erschienen.

### Intro
Die im zentralen Bereich des Hamburger Bahnhofs positionierte Einführung in die Ausstellung zeigte unter anderem einen Beißstab zum Einsatz bei Operationen ohne Narkose, einige Videoinstallationen und Schmerzskizzen von Patienten, in denen diese die schmerzenden Körperstellen in einer vereinfachten Darstellung markierten.

### Ansichten des Schmerzes
In Ansichten des Schmerzes stand laut den Initiatoren der Ausstellung der Schmerz des Anderen und der Umgang mit ihm im Vordergrund.
Christliche Szenen bestimmten den Beginn der Ausstellung: Die aus dem Salzburgischen stammende Darstellung des gekreuzigten Heilands Die Hl. Dreieinigkeit im Gnadenstuhl von 1470 und andere Arbeiten, die sich mit Jesu Christi Kreuzigung auseinandersetzten. Die Vorstellung des Laborkreuzes von Dr. Fredrick T. Zugibe, der sich an diesem experimentell mit der Kreuzigung Christi auseinandersetzte, ist eines der ersten Exponate, die nicht künstlerischen, sondern medizinischen Ursprungs sind.
Weitere Werke im ersten Themenkomplex waren unter anderem Observance, eine 10:15 Minuten lange Videoinstallation von Bill Viola aus dem Jahr 2002, eine Installation zum Thema Narkose, Votivgaben, pathologische Präparate, Nathalie Djurbergs Videoinstallation Just because you are suffering doesn’t make you Jesus, Berlinde De Bruyckeres Speechless Grey Horse, elf Holzschnitte aus Albrecht Dürers Großer Passion, ein Doppelblatt der Notenhandschrift der Matthäus-Passion von Johann Sebastian Bach, Francis Bacons Crucifixion und Placebos. Abgeschlossen wurde der Themenkomplex von Herr Daff hat Schmerzen, einem achteinhalb Minuten langen Trickfilm von Klaus Georgi, der 1982 im Auftrag der DEFA entstand.

### Reiz des Schmerzes

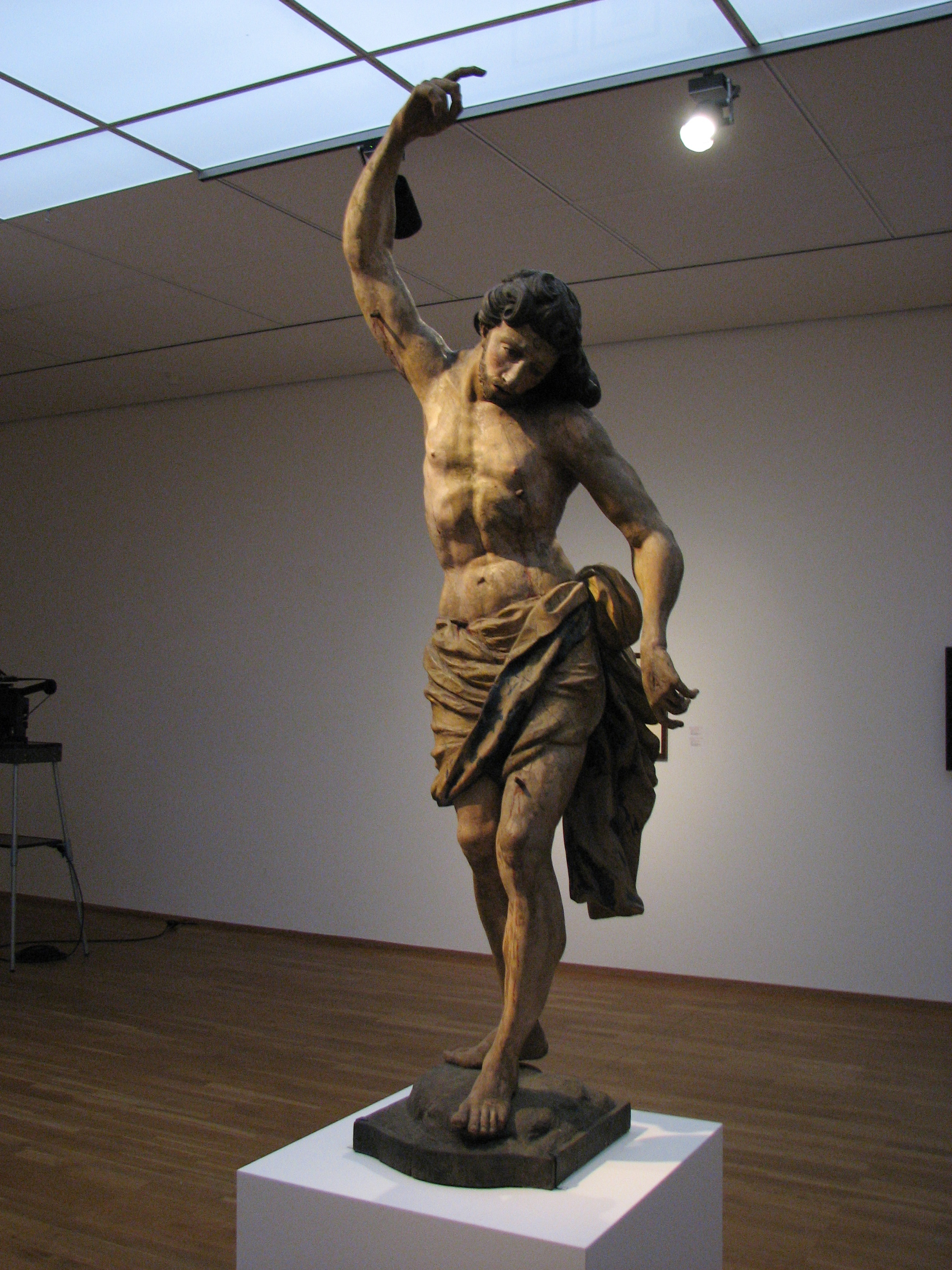
Georg Petel: Heiliger Sebastian, 17. Jahrhundert

Reiz des Schmerzes war der zweite Themenkomplex und stellte den eigenen Körper als Erfahrungsinstanz und Erkenntnisinstrument vor.
Eine geräuschvolle Rauminstallation von Micol Assaël „ohne Titel“ und eine Spielinstallation für zwei Spieler von Tilman Reiff und Volker Morawe mit dem Titel Pain Station 2.5, bei der der Verlierer mit Impulsen über die Handfläche bestraft wird, eröffnete diesen Themenkomplex. Medizinische Instrumente und andere Exponate versachlichten das Thema. Mit einer Eisernen Jungfrau, einem angeblichen Folterinstrument, wurde das Motiv der Folter thematisiert. Es fanden sich, abgesehen von den Kreuzigungsszenen im ersten Teil, in der gesamten Ausstellung keine weiteren Hinweise auf diese auf Schmerz basierende Handlungsweise. Sadismus und Masochismus wurden mittels forensischer Fotografien (Glasnegative) aus Bordellen thematisiert, in denen es bei sexuellen Praktiken zu Todesfällen kam; außerdem war der Zusammenhang von Sexualität und Schmerz Thema einiger Interviews, die die Filmemacherin Valeska Grisebach für die Ausstellung führte und in ihre Installation „Narben“ aufnahm.
Weitere Werke im zweiten Themenkomplex waren unter anderem Georg Petels Heiliger Sebastian, Giovanni Battista Tiepolos Gemälde Das Martyrium der Heiligen Agathe (um 1755), sowie zwei Rötelzeichnungen Studien zum Kopf der Heiligen Agathe vom selben Künstler, eine Videoinstallation mit Ausschnitten aus Sportfilmen, eine weitere, 10 Minuten lange Videoinstallation von Sam Taylor-Wood mit dem Titel Brontosaurus, in der ein, sich in Ekstase tanzender, nackter Mann zu sehen ist.

### Pause
Da die Ausstellung die Zusammenarbeit der beiden unterschiedlichen Sammlungen und Forschungseinrichtungen – Museum für Gegenwart im Hamburger Bahnhof und Medizinhistorisches Museum der Charité – auch durch die räumliche Distanz deutlich machte, wurde der Besucher an Plakatinstallationen vorbei von einem zum anderen Museum geleitet. Die Entfernung zwischen beiden Museen beträgt ca. 800 Meter.
Die Plakate zeigten schwarze Symbole auf weißem Grund, die für Gegenstände stehen, mit denen man sich oder anderen Schmerzen zufügen kann; auf der jeweiligen Rückseite wurden farbige Motive von in der Ausstellung vertretenen Exponaten gezeigt.

### Die Zeit des Schmerzes

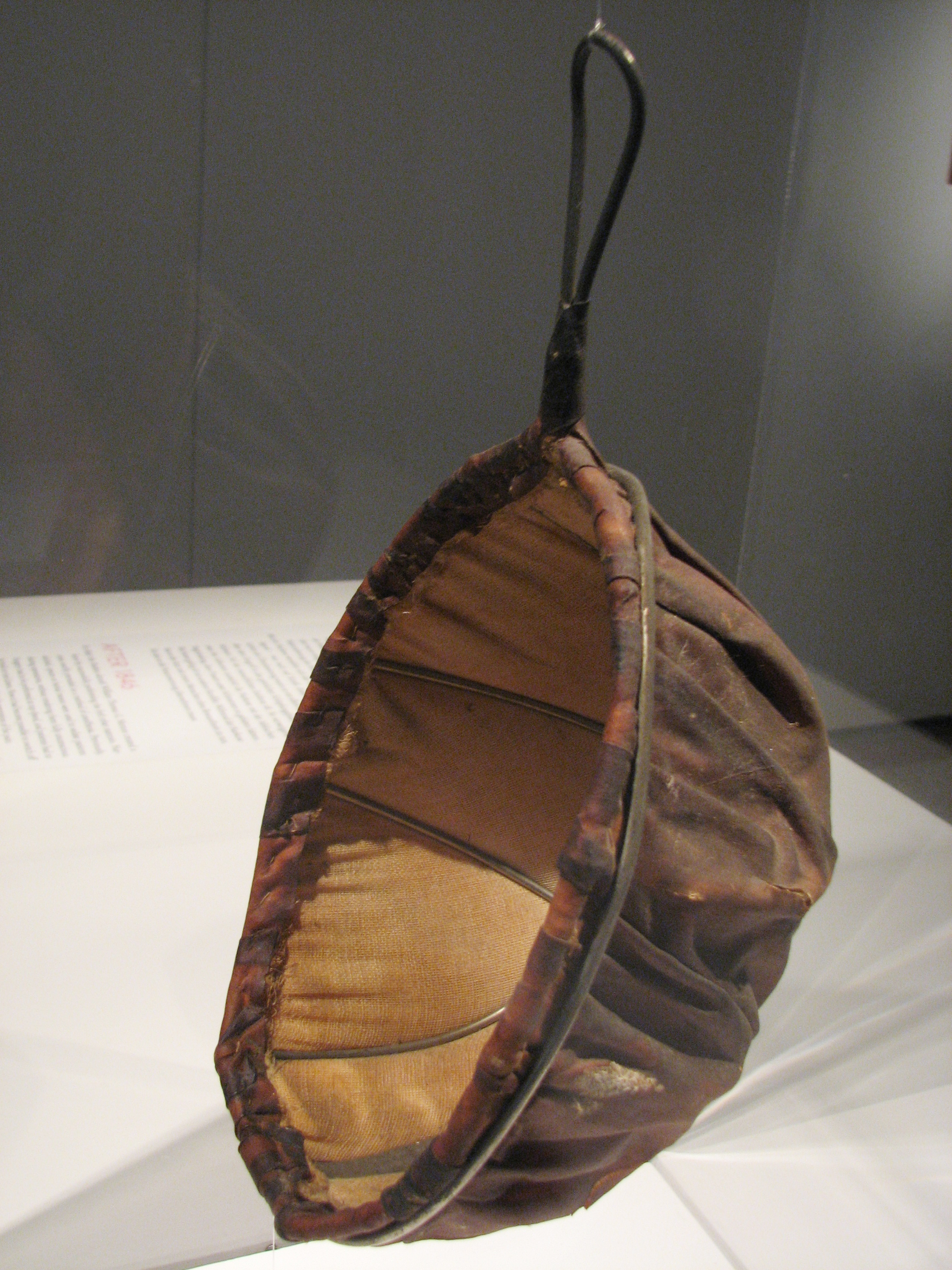
Juillard’sche Narkosemaske

Der dritte Themenkomplex, Die Zeit des Schmerzes zeigte wie sich unsere Vorstellung von Schmerz über die Jahrhunderte hinweg verändert hat, aber auch, wie sehr der Schmerz das Leben rhythmisiert und zum Sinnträger wird.
Dieser Komplex wurde vom Schmerz in der Medizin bestimmt: Eine Juillard’sche Narkosemaske, die beleuchtete Reproduktion der Motive des Votivschreines des Ritters von Ettling aus dem 16. Jahrhundert, Rineke Dijeestras Fotoserie von 1994, die nackte, stehende Frauen mit ihren Neugeborenen im Arm zeigt und eine Pillensammlung namens One for the Road der Künstlergruppe Pharmacopeia waren einige der gezeigten Werke.
Eine Installation zum Trennungs- und Liebesschmerz lockerte den stark medizinischen dritten Teil der Ausstellung auf, der mit einer Computergestützten Darstellung von Kopfschmerzen und der Installation Cell VII von Louise Bourgeois sein Ende erreichte.

### Ausdruck des Schmerzes
Ausdruck des Schmerzes, der letzte Themenkomplex der Ausstellung, zeigte den geistigen und körperlichen Ausdruck von Schmerz in Worten, Skulpturen, Musik und pathologischen Präparaten.
Den Beginn dieses Themenkomplexes bestimmten einige Bronzen: Die Laokoon-Gruppe aus dem Umkreis von Jacopo Sansonino, die Maske eines sterbenden Kriegers von Andreas Schlüter und die Masque de Montserrat criant von Julio Conzáles. Handschriften, zum Beispiel von Friedrich Nietzsche, ergänzten diese. Als medizinisches Exponat war ein Mundhöhlenmodell von Otto Seifert von 1929 vertreten. Flankiert wurde dieser Ausstellungsbereich von Mladen Stilinovićs Dictionary Pain, einem aus 523 Einzelblättern bestehenden Kunstwerk, bei dem die Erklärungen eines englischsprachigen Wörterbuches geweißt und handschriftlich durch den Schriftzug PAIN ersetzt wurden.
Der abschließende Teil der Ausstellung, der den vierten Themenkomplex beendete, bestand zu einem überwiegenden Teil aus pathologischen Präparaten. Als Einstimmung wurden Pathologen der Berliner Charité kurz vorgestellt: Louis-Heinz Kettler (1910–1976), Otto Lubarsch (1860–1933), Rudolf Virchow (1821–1902), Robert Friedrich Froriep (1804–1861), Manfred Dietel (geb. 1948), Heinz David (1931–2019), Hans Anders (1886–1953), Johannes Orth (1847–1923), Heinrich Meckel von Hemsbach (1821–1856), Philipp Phoebus (1804–1880), Heinz Simon (1922–1993), Robert Rössle (1876–1956) und Benno Reinhardt (1819–1852).
Sektionsinstrumente bildeten die Überleitung zu den pathologischen Präparaten, bei denen es sich vorwiegend um kranke Organe und missgebildete Föten handelte. Aufgelockert wurde der Abschluss der Ausstellung durch einige Kunstwerke wie eine Skulptur, ein Stuhl mit der Aufschrift zeige deine wunde, von Joseph Beuys von 1975 und einem 51:20 Minuten langen Radio-Feature von 1970 8:15 Uhr OP III Hüftplastik. Die unter der Regie von Peter Leonhard Braun für den SFB, BR und WDR produzierte Sendung zum Thema Hüftoperation, war die erste Radiosendung, die ausschließlich aus Originaltönen einer Operation, Interviewteilen und Auszügen aus einigen Operationsberichten bestand. Die Interviewteile waren größtenteils Kommentare der Patientin, warum sie sich zu diesem Eingriff entschlossen hatte. Nach der Erstausstrahlung verzehnfachte sich die Zahl der Hüftoperationen in der Charité innerhalb kurzer Zeit.

## Ausstellungskatalog

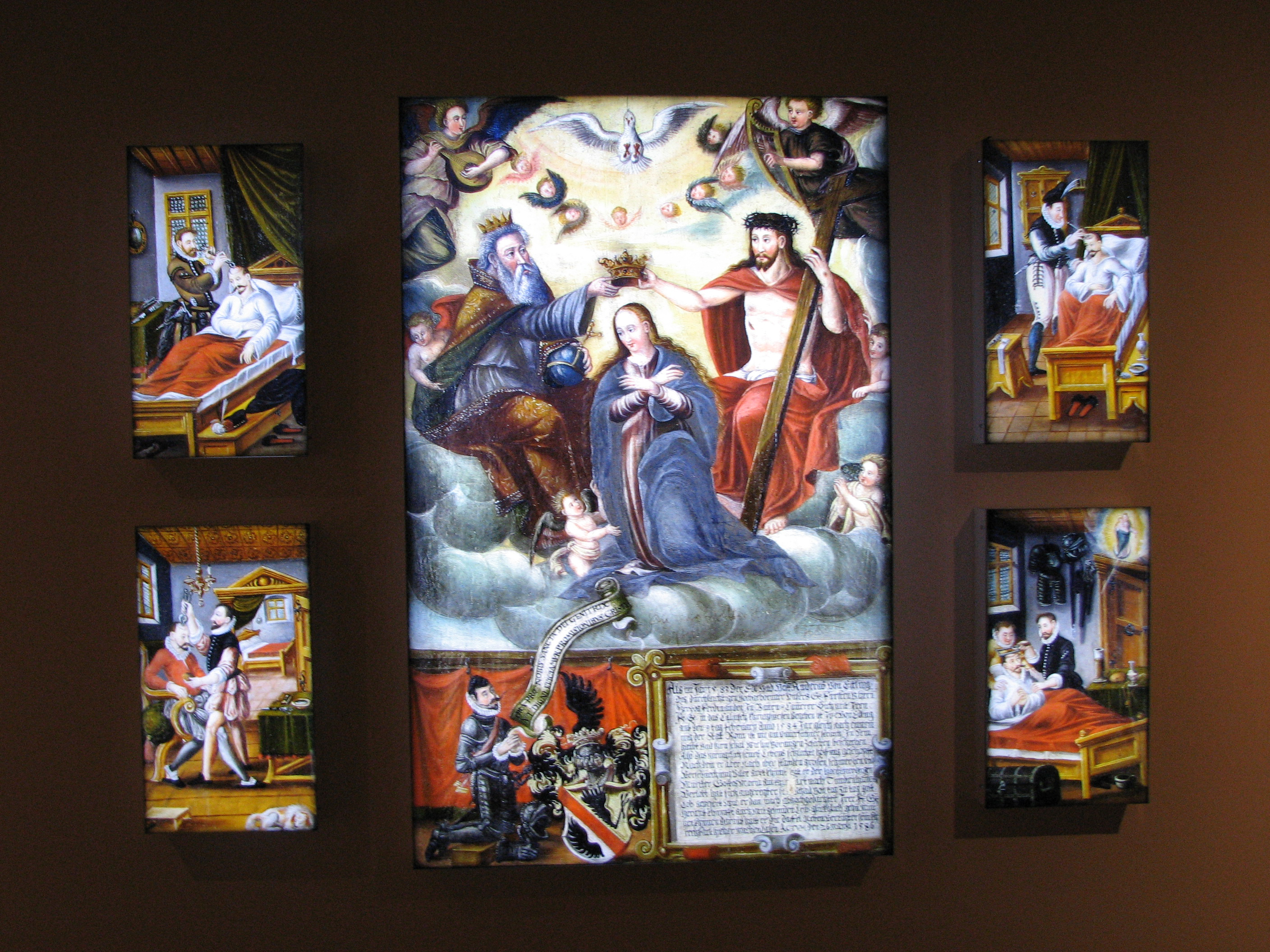
Reproduktion des Votivschreines des Ritters von Ettling

Der von den Kuratoren der Ausstellung herausgegebene Ausstellungskatalog (auch Begleitbuch zur Ausstellung) mit dem Titel Schmerz. Kunst + Wissenschaft präsentiert auf 312 Seiten, davon 88 Bildseiten, Kunstwerke, medizinische Geräte und Alltagsobjekte. Der „provokante Grenzgang zwischen Medizin, Kunst und Religion“ wird von Essays und literarischen Quellen begleitet. Das Buch ist laut einer Werbaussage des Verlages die „erste interdisziplinäre Darstellung des Themas Schmerz“.
Neben einem Vorwort, einer Einleitung und vielen Bildtafeln bietet der Katalog 22 Essays, die sich von philosophischen, medizinischen oder künstlerischen Standpunkten aus dem Thema nähern. Schmerz und Schmerztherapie stehen so beispielsweise Die Bildlichkeit des Schmerzes in der alten Kunst, Der Schmerz und das Christentum, Musik und Schmerz oder ein Essay zur Ästhetik und Anästhetik in der zeitgenössischen Kunst gegenüber. Technische Medien und medizinische Bildgebung werden vorgestellt, die Arbeiten Albrecht Dürers werden analysiert und Joseph Beuys’ Werke in einen neuen Kontext gesetzt.

## Kritik
Die Kritiken waren eher wohlwollend und reichten von […] ein Grenzgang zwischen Kunst und Wissenschaft (3sat) über Ein konsequentes Zusammenspiel zwischen Kunst und Wissenschaft (Kölnische Rundschau) bis zu Lobeshymne der zitty: Eine eindrucksvolle Ausstellung.
Etwas kritischer äußerte sich eine Journalistin von Spiegel Online, denn in der Ausstellung […] wird das überwältigende Thema Schmerz in leicht verdaulichen Häppchen präsentiert. Garantiert jugendfrei und aseptisch kann sich der Zuschauer aus sicherer Distanz dem Leiden annähern. In gewisser Weise wirkt das wie ein Rückfall in frühere Jahrhunderte. Affektverdrängung war damals die Devise. Das Ziel: Trotz Leidens erhaben und schön zu bleiben. Das ist Schade, denn ein paar mehr Nebenwirkungen hätte man in diesem Fall durchaus in Kauf genommen.
Gelegentlich wurden auch das Ausklammern von Foltermethoden und Tierquälerei und die Fixierung auf die christliche Wahrnehmung angemerkt, aber das Lob für die Ausstellung überwog, so auch in der FAZ: Herausragend ist die Ausstellung vor allem dann, wenn die Objekte in Beziehung miteinander treten.

### Weitere Kritiken
- Stuttgarter Zeitung: Die Ausstellung zeigt, dass die Grenzen zwischen den Disziplinen der Kunst und Wissenschaft durchlässiger sind, als es oft scheint.[1]
- SWR2: Eine Tour d’Horizon durch Schmerz und Leid. Diese Ausstellung schont den Besucher nicht. Sie macht den Schmerz fast physisch erlebbar. Die kluge Zusammenarbeit beider Museen zeigt die vielseitigen Facetten von Kunst und Wissenschaft.[1]
- Der Tagesspiegel: Es macht die Stärke dieser dunklen Reise aus, dass Exponate jenseits ihrer Platzierung im Besucherkopf korrespondieren.[1]
- taz: Passend am Gründonnerstag eröffnete in Berlin die Ausstellung „Schmerz“. Schließlich ist der Schmerz, den sie verhandelt, christlich-abendländischer Natur. Der Umgang anderer Kulturen mit dem Schmerz und ihre philosophischen, religiösen und künstlerischen Vorstellungen spielen keine Rolle […] Ja, es fehlt an Schmerz bei „Schmerz“. Nicht zuletzt fehlt der Schmerz der Tiere, den sie in den Forschungslabors erleiden, damit er uns erspart bleibt. Indem „Schmerz“ nur die medizinischen Marterinstrumente auspackt, deren Zweck nachvollziehbar ist, das Uterusmesser, die Kopfsäge oder der Harnröhrendehner, muss sie nicht vom Schmerz sprechen und vom Leid, das die Medizin in ihrer langen Geschichte selbst verursacht hat – auch bei ihrer Suche nach Linderung von Schmerz.[10]
- Süddeutsche Zeitung: Der umfangreiche Katalog präsentiert sich als eine kluge Enzyklopädie alles dessen, was sich über den Schmerz des Menschen heute sagen lässt. Vor einem aber hat er sich, wie die Ausstellung insgesamt, gedrückt (so weit er das Thema nicht mittels der Passion Christi und seiner Märtyrer sozusagen über die Bande spielt): vor dem Schmerz als etwas, das Menschen planvoll, mit dem Feingefühl böser Uhrmacher, einander antun. Tiere hassen und töten, aber sie foltern sich gegenseitig nicht. Die Folter ist als das intensivste nicht nur menschen- sondern kosmosmögliche Ereignis zu denken. Eine Supernova, ein Schwarzes Loch mögen gewaltiger sein; aber sie erleben sich nicht selbst. Soll man die Berliner Ausstellung für ihre Folterscheu loben oder tadeln? Der Zweifel, der bleibt, ehrt sie.[9]